# 유건 (모평강후)
유건(劉建, ? ~ 기원전 66년)은 전한 후기의 제후로, 제효왕의 현손이다.

## 생애
지절 4년(기원전 66년), 아버지 유노의 뒤를 이어 모평후(牟平侯)에 봉해졌으나 그 해에 죽었다. 시호를 강(康)이라 하였고, 아들 유흘이 작위를 이었다.

## 출전
- 반고, 《한서》 권15상 왕자후표 上

| 선대 아버지 모평경후 유갱생 | 전한의 모평후 기원전 66년 | 후대 아들 모평효후 유흘 |